# Мадхеси
Мадхеси (англ. Madhesi, Деванагари: मधेसी) — индоарийские народы экономически развитого, но до недавнего времени дискриминируемого равнинного региона Тераи или Мадхес (что означает «срединная страна») на юге Непала, составляющее до половины всего населения страны.

## Мадхеси в политике
Крупнейшие политические партии мадхеси — Форум прав народа мадхеси и Тарай-мадхес локантрик парти; на парламентских выборах 2008 г. вместе они получили около 12 % мест. Организация «Тигры мадхеси мукти» ведёт вооружённую борьбу за независимое «государство Тераи».